# Rudy Jocqué
Rudy Jocqué (abreviado Jocqué) es un aracnólogo belga.
Trabajó en el Musée royal de l'Afrique centrale en Tervuren. Es un especialista de las arañas de la Ecozona afrotropical.

## Los estudios de campo
Parte de sus estudios de taxonomía aracnológica están destinados sobre todo a la familia Zodariidae y Linyphiidae, también participa en numerosas revisiones de los géneros de las familias Ctenidae, Lycosidae y Corinnidae y también evalúa la consistencia del hábitat de numerosas referencias.
En el campo de la etología ha estudiado el grado de adaptación a las cambiantes condiciones de las arañas al medio forestal del África Central y la influencia sobre la diversidad biológica.

## Expediciones
En la última década ha estado con frecuencia en África Central, en la República Democrática del Congo, donde fundó el Santuario Mikembo, cerca de Lubumbashi, una especie de escuela para el estudio de la biodiversidad de los invertebrados, incluyendo la educación del personal con diferentes métodos para capturar a los invertebrados y de crear en el sitio conciencia de su importancia.

## Taxones nombrados en su honor
| - Hahnia jocquei Bosmans, 1982 - Gallieniella jocquei Platnick, 1984 - Afrilobus jocquei Griswold & Platnick, 1987 - Thomisus jocquei Dippenaar-Schoeman, 1988 - Xevioso jocquei Griswold, 1990 - Evippa jocquei Alderweireldt, 1991 - Setaphis jocquei Platnick & Murphy, 1996 - Goleba jocquei Szüts, 2001 | - Oedignatha jocquei Deeleman-Reinhold, 2001 - Raecius jocquei Griswold, 2002 - Cheiramiona jocquei Lotz, 2003 - Garcorops jocquei Corronca, 2003 - Habronestes jocquei Baehr, 2003 - Spermophora jocquei Huber, 2003 - Selenops jocquei Corronca, 2005 - Zelotes jocquei FitzPatrick, 2007 |

## Taxones descritos
| - Akyttara Jocqué, 1987 - Amphiledorus Jocqué & Bosmans, 2001 - Antillorena Jocqué, 1991 - Antoonops Fannes & Jocqué, 2008 - Araeoncus malawiensis Jocqué, 1981 - Araeoncus viphyensis Jocqué, 1981 - Aschema Jocqué, 1991 - Asteron Jocqué, 1991 - Australutica Jocqué, 1995 - Cameroneta longiradix Bosmans & Jocqué, 1983 - Cameroneta Bosmans & Jocqué, 1983 - Cavasteron Baehr & Jocqué, 2000 - Chilumena Jocqué, 1995 - Chummidae Jocqué, 2001 - Chumma Jocqué, 2001 - Chumma gastroperforata Jocqué, 2001 - Chumma inquieta Jocqué, 2001 - Colima Jocqué & Baehr, 2005 - Comorella Jocqué, 1985 - Comorella spectabilis Jocqué, 1985 - Deelemania Jocqué & Bosmans, 1983 - Deelemania gabonensis Jocqué, 1983 - Deelemania malawiensis Jocqué & Russell-Smith, 1984 - Deelemania manensis Jocqué & Bosmans, 1983 - Donacosa Alderweireldt & Jocqué, 1991 - Donacosa merlini Alderweireldt & Jocqué, 1991 - Dusmadiores Jocqué, 1987 - Dusmadiores doubeni Jocqué, 1987 - Dusmadiores katelijnae Jocqué, 1987 - Dusmadiores robanja Jocqué, 1987 - Epicratinus Jocqué & Baehr, 2005 - Euryeidon Dankittipakul & Jocqué, 2004 - Forsterella Jocqué, 1991 - Forsterella faceta Jocqué, 1991 - Foveosa Russell-Smith, Alderweireldt & Jocqué, 2007 - Griswoldia Dippenaar-Schoeman & Jocqué, 1997 - Hala Jocqué, 1994 - Heradion Dankittipakul & Jocqué, 2004 - Holmelgonia Jocqué & Scharff, 2007 - Koinothrix Jocqué, 1981 - Koinothrix pequenops Jocqué, 1981 - Lachesana insensibilis Jocqué, 1991 - Leptasteron Baehr & Jocqué, 2001 - Limoneta Bosmans & Jocqué, 1983 - Locketidium Jocqué, 1981 - Mastidiores Jocqué, 1987 | - Mastidiores kora Jocqué, 1987 - Metaleptyphantes vates Jocqué, 1983 - Microdiores Jocqué, 1987 - Microdiores aurantioviolaceus Nzigidahera & Jocqué, 2010 - Microdiores chowo Jocqué, 1987 - Microdiores rwegura Nzigidahera & Jocqué, 2010 - Microdiores violaceus Nzigidahera & Jocqué, 2010 - Minasteron Baehr & Jocqué, 2000 - Minicosa Alderweireldt & Jocqué, 2007 - Minicosa neptuna Alderweireldt & Jocqué, 2007 - Murphydium Jocqué, 1996 - Murphydium foliatum Jocqué, 1996 - Neoeburnella avocalis (Jocqué & Bosmans, 1983) - Nostera Jocqué, 1991 - Ophrynia Jocqué, 1981 - Ophrynia superciliosa Jocqué, 1981 - Pachydelphus Jocqué & Bosmans, 1983 - Pelecopsis malawiensis Jocqué, 1977 - Pentasteron Baehr & Jocqué, 2001 - Petaloctenus Jocqué & Steyn, 1997 - Phenasteron Baehr & Jocqué, 2001 - Platnickia Jocqué, 1991 - Procydrela Jocqué, 1999 - Proelauna Jocqué, 1981 - Psammoduon Jocqué, 1991 - Psammorygma Jocqué, 1991 - Pseudasteron Jocqué & Baehr, 2001 - Pseudasteron simile Jocqué & Baehr, 2001 - Ranops Jocqué, 1991 - Rotundrela Jocqué, 1999 - Storosa Jocqué, 1991 - Subasteron Baehr & Jocqué, 2001 - Subasteron daviesae Baehr & Jocqué, 2001 - Suffasia Jocqué, 1991 - Tolma Jocqué, 1994 - Tolma toreuta Jocqué, 1994 - Toxoniella Warui & Jocqué, 2002 - Tropizodium Jocqué & Churchill, 2005 - Tybaertiella Jocqué, 1979 - Ulugurella Jocqué & Scharff, 1986 - Ulugurella longimana Jocqué & Scharff, 1986 - Venia Seyfulina & Jocqué, 2009 - Venia kakamega Seyfulina & Jocqué, 2009 - Zillimata Jocqué, 1995 |

## Líneas externas
- AMNH

- Datos: Q3446797
- Especies: Rudy Jocqué